# Harmodio Arias Madrid
Harmodio Arias Madrid (Penonomé, Colombia; 3 de julio de 1886-Miami, 1963) fue un político, embajador y abogado panameño que ejerció como el 15.º presidente de Panamá desde el 3 de enero de 1931 hasta el 16 de enero de 1931 y como el 17.º presidente de Panamá desde el 5 de junio de 1932 hasta el 1 de octubre de 1936.

## Biografía

### Primeros años
Harmodio Arias Madrid nació en Penonomé, en la localidad de Río Grande, siendo hijo de Antonio Arias y Carmen Madrid de Arias. Tenía tres hermanos, entre ellos Arnulfo Arias Madrid, que también fue presidente de Panamá. Estudió derecho en la University School en Southport, Inglaterra, y se graduó de bachiller en Artes y Leyes en la Universidad de Cambridge, y de doctor en Leyes en la Universidad de Londres. Trabajaba como abogado en la firma de abogados Fábrega y Arias. Harmodio Arias contrajo matrimonio con la panameña María del Rosario Guardia Vieto y tuvo cinco hijos: Harmodio, Roberto Emilio, Rosario del Carmen, Gilberto y Antonio Manuel.

### Vida política
Después de su entrada en la política, se convirtió en subsecretario de Relaciones Exteriores, miembro consejero de la Comisión del Ministerio de Relaciones Exteriores, diputado a la Asamblea Nacional y miembro asociado de la Comisión Codificadora de Panamá y enviado extraordinario y ministro plenipotenciario de Panamá en la Argentina y los Estados Unidos. Durante estos años también fue profesor de derecho romano y el derecho internacional. Él también era un miembro de la Academia de la Historia en Buenos Aires y Caracas, así como la Sociedad Panameña de Derecho Internacional, el Club de Golf y el Club Unión de Panamá. En los años 1910 a 1912 actuó principalmente como escritor técnico.

### Muerte
Falleció el 23 de diciembre de 1962 en la ciudad de Miami, Estados Unidos.

## Presidencia
Tras el derrocamiento del presidente Florencio Harmodio Arosemena en enero de 1931, en su calidad de secretario de Gobierno y Justicia asumió como "Encargado del Poder Ejecutivo" hasta la asunción del primer designado Ricardo Alfaro.
El 5 de junio de 1932, fue elegido presidente de Panamá, como sucesor de Ricardo Alfaro y permaneció en el cargo el resto del mandato hasta el 1 de octubre de 1936, cuando fue sucedido por Juan Demóstenes Arosemena.

## Obras
Arias fue propietario y presidente del periódico El Panamá América. Fue autor de los siguientes libros:
- Nacionality and Naturalism in Latin America, Londres, 1910
- The Doctrine of Continuous Voyages, 1910
- Contribution of Latin America to the Development of International Law, 1911
- The Panama Canal: a Study in International Law and Diplomacy, 1911
- The Non Responsibility of States for Damages Suffered by Foreigners, Nueva York, 1912

| Predecesor: Florencio Harmodio Arosemena | Presidente de Panamá 1931      | Sucesor: Ricardo J. Alfaro         |
| Predecesor: Ricardo J. Alfaro            | Presidente de Panamá 1932–1936 | Sucesor: Juan Demóstenes Arosemena |